# Phare du bout du monde (Patagonie)
Pour les articles homonymes, voir Phare du bout du monde.
Le phare de San Juan del Salvamento, dit le « Phare du bout du monde » (en espagnol : Faro del fin del mundo), est un phare situé en Patagonie d'Argentine, sur l'île des États (Isla de los Estados), au large de la péninsule Mitre (Terre de Feu argentine).
Jules Verne s'en est inspiré pour son roman Le Phare du bout du monde, édité en 1905, peu après sa mort.
Par son appellation « phare du bout du monde », le phare de San Juan del Salvamento est souvent confondu avec le phare les Éclaireurs situé sur le canal Beagle, en face d'Ushuaïa.

## Description
Le phare de San Juan del Salvamento est érigé sur un promontoire rocheux à 70 mètres au-dessus du niveau de la mer, à Punta Lasserre, à l'ouest de Puerto San Juan del Salvamento. C'est un phare en bois peint de couleur blanche, de forme hexadécagonale, avec une hauteur totale de 6,10 m et un diamètre de 9 m. Sa boule sommitale caractéristique en zinc a un mètre de diamètre. À sa construction, le phare projetait un  faisceau  lumineux produit par sept lampes fonctionnant à l'huile de colza sur deux faces de son polygone, à travers des lentilles de Fresnel. Depuis sa rénovation en 1998, le faisceau a une portée de 26 km sur un angle de 93°, est alimenté par des panneaux solaires et émet un éclat lumineux toutes les 15 secondes.
Outre sa fonction de phare, sa configuration et son accès libre lui permettent d'avoir une vocation de « refuge aux naufragés ». On y trouve de quoi dormir, se nourrir et se chauffer mais sans vocation touristique, l'île des États étant protégée par son statut de réserve naturelle.

## Histoire
Construit à l'initiative du gouvernement argentin, le phare est inauguré le 25 mai 1884 par l'expédition du commandant Augusto Lasserre. Remplacé dans sa fonction par le phare Año Nuevo construit en 1902 et mieux situé, le phare San Juan del Salvamento est laissé à l'abandon et tombe en ruine rapidement du fait des conditions climatiques extrêmes.
Ses vestiges sont découverts en 1994 par le Français André Bronner, dit « Yul » (et parfois, par certains, depuis cette aventure « Yul Verne », ses vieux amis continuant à l'appeler  « Yul Bronner »), un aventurier de La Rochelle, qui entreprend de le faire reconstruire afin de favoriser les échanges culturels entre la France et l'Argentine. Le projet mobilise une équipe de dix personnes en 1997 : Jan Kamerbeek, Éric Lelaurain, Daniel Nouraud, Jean Sécheresse, Sylvain Berthommé, Pascal Ducourtioux, Guillaume Mérigeaux, Gilbert Maurel, Gildas Flahault et André Bronner lui-même en collaboration avec les Ateliers Perrault Frères. Le 26 février 1998, après deux mois de chantier intense dans des conditions très difficiles, le phare fonctionne à nouveau.
Toujours dans cette idée de rapprochement culturel avec l'Argentine, l'équipe d'André Bronner décide de construire en France une réplique de ce phare. Situé à 12 780 km de distance, à la pointe des Minimes à La Rochelle, le « phare du Bout du Monde de La Rochelle » est inauguré le 1er janvier 2000. Un troisième exemplaire de ce bâtiment existe dans le muséo del présidio, dans la ville d'Ushuaia.
En 1999, par le décret national no 64/99, le site du phare de San Juan de Salvamento est déclaré monument historique national de la République argentine (Monumento Histórico Nacional).

## Littérature
Jules Verne rédige en 1901 le roman intitulé  Le Phare du bout du monde qui sera publié en feuilleton, après sa mort, légèrement modifié  par son fils Michel Verne. Dans l'une de ses pages, le roman décrit le phare : 
« La tour était d'une extrême solidité, bâtie avec les matériaux fournis par l'île des États. Les pierres d'une grande dureté, maintenues par des entretoises de fer, appareillées avec une grande précision, emboîtées, les unes dans les autres à queue d'aronde, formaient une paroi capable de résister aux violentes tempêtes, aux ouragans terribles qui se déchaînent si fréquemment sur cette lointaine limite des deux plus vastes océans du globe. Ainsi que l'avait dit Vasquez, le vent ne l'emporterait pas, cette tour. »

## Iconographie

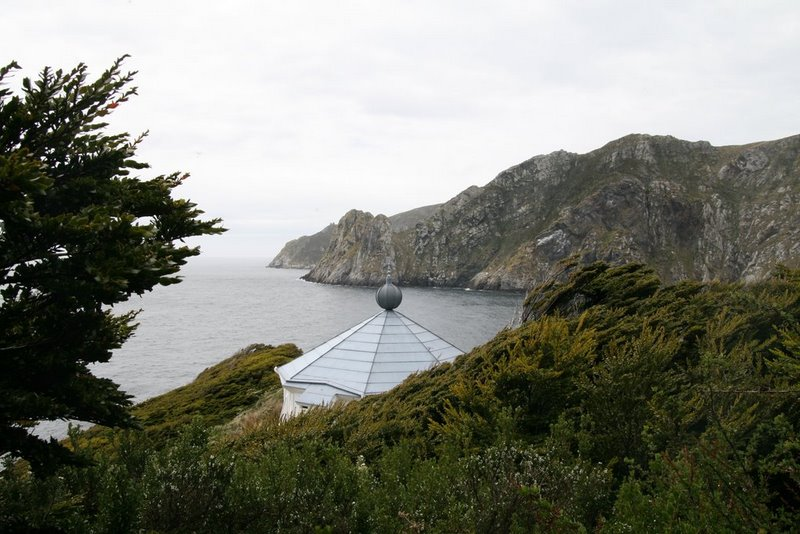
Le phare de San Juan del Salvamento, pointe Lasserre (2008)
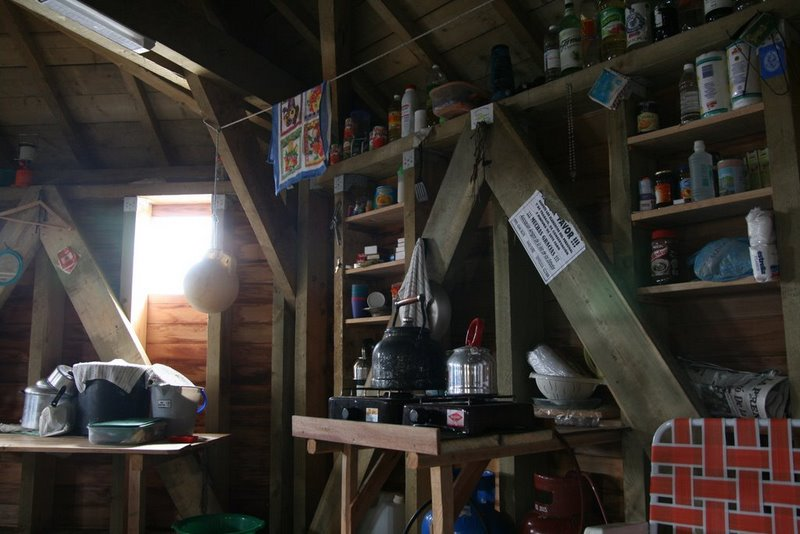
À l'intérieur du phare de San Juan del Salvamento (2008)
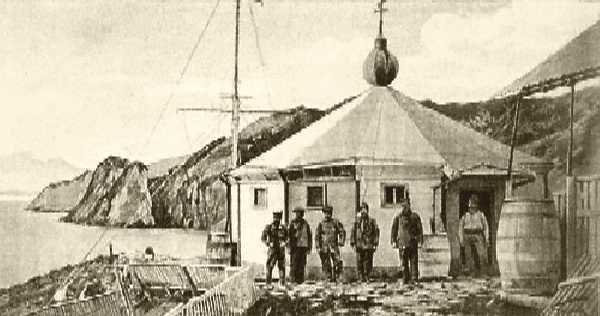
Le phare de San Juan del Salvamento en 1898
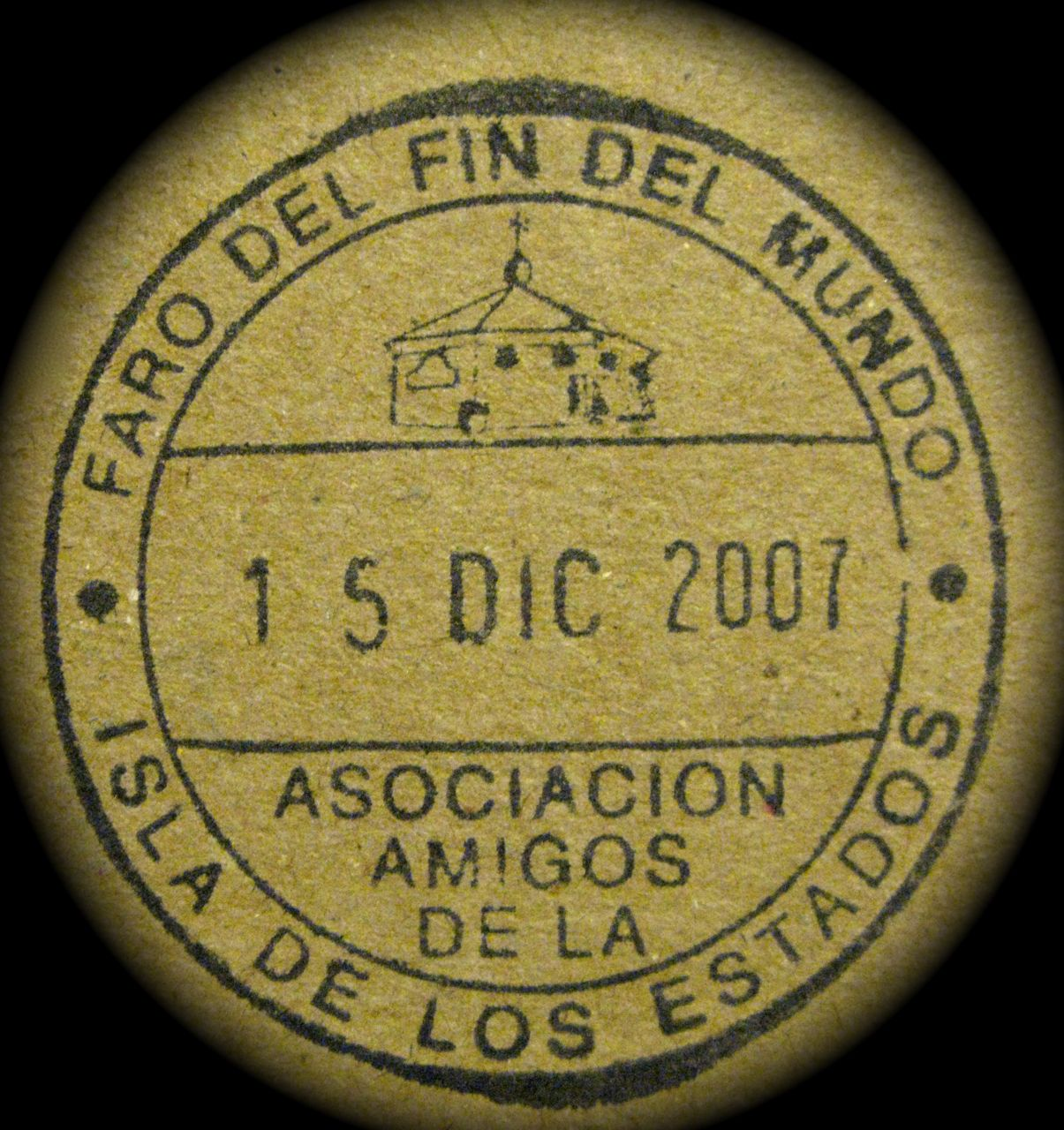
Le cachet officiel du phare